# Santa Catarina Palopó
Santa Catarina Palopó est une ville du Guatemala dans le département de Sololá.

Elle s'étend sur une portion de la rive nord-est du Lac Atitlán